# Каммаев, Арсен Омариевич
Арсе́н Омари́евич Камма́ев (24 октября 1953, Новолакское, Дагестанская АССР — 30 октября 2001, Махачкала, Дагестан). Заместитель председателя Народного Собрания Республики Дагестан (1999—2001); глава Новолакского района Дагестана (1997—1999).

## Биография
Родился 24 октября 1953 года в селе Новолакское одноименного района Дагестана в семье уроженца селения Кули, участника ВОВ, председателя Новокулинского колхоза Каммаева Омари Керимовича. Окончил Московскую ветеринарную академию. Работать начал в 1970 г. в колхозе им. Ленина Новолакского района, откуда был призван в армию.
В апреле 1999 года был избран на должность заместителя председателя Народного собрания Дагестана, после того как выиграл выборы в Новолакском районе и стал депутатом Народного Собрания. Возглавлял в парламенте комитеты по социальной политике, по межнациональным отношениям, по внешним связям и по делам общественных объединений и религиозных организаций.

## Семья
Супруга Каммаева Заира Магомедовна. Окончила Дагестанскую Государственную Медицинскую Академию.
Родители Заиры Магомедовны — представители интеллигенции Дагестана: отец Сулейманов Магомед Мирзоевич председатель Дагестанского регионального отделения Союза кинематографистов РФ и кинорежиссёра, лауреат многочисленных государственных и международных премий, был награждён Орденом Дружбы, мать — Сулейманова Барият Сайгидовна преподаватель академического вокала в Махачкалинском Музыкальном училище им. Гасанова, заслуженный учитель Дагестана .
У Каммаева Арсена четверо детей, две дочери и два сына:
Каммаева Сапижат, выпускница Московского Государственного Института Международных Отношений (Университет) при Министерстве Иностранных Дел Российской Федерации, факультет Международный Бизнес и Деловое Администрирование. Во время учёбы принимала активное участие в жизни института, занимала пост Заместителя Председателя Дагестанского Общества МГИМО(У) при МИД РФ.
Каммаев Омари, студент Российской Академии Народного Хозяйства и Государственной Службы при Правительстве РФ, факультет Государственное Управление.
Каммаев Магомед, учащийся 10 класс НОУ "Гуливер", г. Махачкала.
Каммаева Анжелика. Экономист. Замужем, воспитывает троих сыновей — внуков Каммаева Арсена. Муж Анжелики — генеральный директор крупной стоматологической клиники Москвы.

### События в Дагестане
Во время событий августа-сентября 1999 года, когда на Дагестан было совершено нападение боевиков, Арсен Каммаев, будучи главой администрации приграничного с Чечнёй Новолакского района, принимал активное участие в организации народного ополчения, которое оказало захватчикам активное сопротивление.

## Убийство
Около 22:30 30 октября 2001 года банкир Мусаев на своем BMW подвез вице-спикера дагестанского парламента к его особняку, находящемуся в центре Махачкалы, на перекрестке улиц Батырая и Гамида Далгата. Арсен Каммаев вышел из машины и, подойдя к кованым воротам, нажал на звонок. В это время из машины «Жигули» белого цвета, стоящей на противоположной стороне улицы, раздалась автоматная очередь. Раненый вице-спикер бросился обратно к BMW, но следующая очередь оказалась для него смертельной. Абдулхалик Мусаев выскочил из машины и открыл ответный огонь из пистолета, но также был ранен и скончался по дороге в больницу. Перестрелка продолжалась не больше минуты.
Преступник, карауливший высокопоставленного чиновника и банкира, выпустил по ним не менее половины автоматного рожка, который вмещает 30 патронов. Видя, что его жертвы лежат на асфальте без признаков жизни, нападавший отъехал от места происшествия на несколько кварталов и на улице Сулеймана Стальского пересел в другой автомобиль. Свой ВАЗ-2111 он поджег. В сгоревших «Жигулях» милиционеры обнаружили остов автомата Калашникова, находившегося в розыске с 1992 года, когда он был похищен со склада одной из воинских частей в Грозном.

### Память
В Махачкале есть улица Каммаева.

### Расследование
Летом 2002 года Верховный суд Дагестана вынес приговор за убийство вице-спикера Дагестана Арсена Каммаева. Убийство было организовано главой администрации Новолакского района Сагидбаталом Узуновым и носило, как утверждал обвиняемый, профилактический характер — по словам Узунова, покойный Каммаев заказал его за $15 тыс. Узунов как организатор преступления был приговорен к 20 годам лишения свободы, его зять, брат и двое друзей получили от 10 до 21 года.